# Askungen (Rossini)

Librettots titelsida, Milano 1817.

La Cenerentola, ossia La bontà in trionfo (Askungen, eller Godheten triumferar) är en italiensk opera semiseria i två akter med musik av Gioacchino Rossini och med libretto av Jacopo Ferretti efter sagan med samma namn av Charles Perrault.

## Historia
Jacopo Ferrettis libretto byggde dels på Charles Perraults saga om Askungen, dels på två äldre libretton: Cendrillon skriven av Charles-Guillaume Etienne och tonsatt av Nicolas Isouard för Paris 1810, samt Agatina, ovvero La virtù premiata skriven av Francesco Fiorini och tonsatt av Stefano Pavesi för La Scala i Milano 1814. Operan skulle öppna karnevalssäsongen 1816/1817 och Rossini undertecknade kontraktet den 29 februari 1816, kort tid efter premiären på Barberaren i Sevilla. Därefter lämnade han Rom och återvände inte förrän i mitten av december för att påbörja arbetet.
Ursprungligen skulle texten bygga på material från Francesca di Foix med titeln Ninetta alla corte men den påvliga censuren hade invändningar mot "den franska teaterns omoraliska komedier". Ferretti kom med minst 30 nya förslag på handlingar men alla avslogs på grund av att de antingen var för allvarliga, för kostsamma att sätta upp eller opassande för sångarna att sjunga. Ferretti skrev senare i sina memoarer:
Jag var helt slut av att komma med förslag och mumlade mellan gäspningarna "Askungen". Rossini, som låg till sängs påklädd för att tänka bättre, satte sig upp och frågade "Har ni modet att skriva Askungen till mig?". Jag för min del frågade honom "Har ni modet att komponera den?". Han undrade när han kunde få se ett textförslag och jag svarade att om jag inte gick till sängs kunde han få ett i morgon. Rossini sa god natt och vände sig om för att sova. /.../ Nästa dag sände jag honom min text. Han var helt tillfreds med den.
Ferretti skrev klart librettot på 22 dagar och Rossini tonsatte texten på 24 dagar. Verket hade premiär på Teatro Valle i Rom den 25 januari 1817 med Rossini själv som dirigent. Operan fick dålig kritik, men Rossini sade ändå: Innan säsongen är slut kommer alla att ha förälskat sig i min 'Askungen', innan ett år har gått kommer hon att sjungas över hela Italien, och inom två år har hon besegrat både Frankrike och England. Impressarier och primadonnor kommer att slåss om henne! Under resten av 1800-talet var Askungen lika omtyckt som Barberaren i Sevilla men gled sedan i bakgrunden delvis därför att titelpartiet var skrivet för en koloraturmezzo, en rösttyp som kom på modet igen först med sångerskor som Giulietta Simionato och Teresa Berganza, och senare Agnes Baltsa och Cecilia Bartoli.
Den svenska premiären ägde rum på Stora Teatern, Göteborg 1964. Den sattes upp på Göteborgsoperan med premiär den 22 november 2003 och har även spelats på Kungliga Operan med Malena Ernman i huvudrollen och på Malmö Opera år 2009

## Personer
- Angelina (Askungen), don Magnificos styvdotter (mezzosopran)
- Don Magnifico, baron av Montefiascone (bas)
- Don Ramiro, prins av Salerno, förklädd till sin egen betjänt (tenor)
- Dandini, hans kammartjänare (baryton)
- Clorinda och Tisbe, don Magnificos döttrar (sopran respektive mezzosopran)
- Alidoro, filosof och don Ramiros lärare (bas)

## Handling
Operan utspelar sig i Italien under slutet av 1700-talet och är delvis baserad på folksagan.

### Akt I
Don Magnifico har två döttrar, Clorinda och Tisbe, samt en styvdotter, Angelina, som kallas La Cenerentola (Askungen), eftersom hon hålls som piga och tvingas göra huset rent. Den utfattige Magnifico drömmer om en rik friare och har sänt ut sin informator Alidoro för att leta reda på den rätte. Den till tiggare utklädde Alidoro prövar godheten hos Magnificos döttrar, men endast Askungen visar sig vara barmhärtig. En inbjudan till en bal hos prinsen väcker förhoppningar hos Clorinda och Tisbe. Magnifico gläds eftersom hans dröm om rikedom äntligen verkar kunna bli verklighet. På Alidoros inrådan förklär sig Prins Ramiro till tjänare och besöker Magnificos hus, där han förälskar sig i Askungen och får sin kärlek besvarad. Kammartjänaren Dandini, som har klätt ut sig till prinsen, uppvaktas däremot av de båda styvsystrarna. Alla beger sig till slottet utom Askungen, som inte får följa med eftersom hon saknar fina kläder. Alidoro skänker den kvarlämnade flickan ett underbart klädesplagg, så att även hon kan följa med de andra. Under balen njuter kammartjänaren Dandini av att spela rollen som prinsen och utnämner Magnifico till överstekällarmästare. När Askungen dyker upp undrar alla om den vackra främmande flickan är Askungen eller inte?

### Akt II
Don Magnifico och hans döttrar gläds över att ha lyckats erövra prinsens känslor, omedvetna om att de bara har uppvaktat den förklädde kammartjänaren. Under tiden förklarar prins Ramiro Askungen sin kärlek. Hon skänker honom ett armband. Om han verkligen älskar henne skall han söka dess maka. Sedan försvinner hon. Dandini upplyser Magnifico och döttrarna om sanningen. Förtörnade och förargade återvänder de till huset. Även Ramiro besöker huset, men nu som prins. Här finner han makan till sitt armband och tar Askungen till hustru. De besvikna systrarna och fadern spottar gift och galla. Prinsen vill straffa dem, men Askungen ber honom visa nåd och förlåter dem.

## Musiken
Orkestern består av:
- Träblås: två flöjter (två piccolaflöjter), två oboer, två klarinetter, två fagotter
- Bleckblås: två valthorn, två trumpeter, en trombon
- Stråkar
- Basso continuo

Operan innehåller följande musiknummer:
- Sinfonia (Ouvertyr)

Akt I
- Introduktion: "No no no: non v'è, non v'è" (Scen 1)
- Cavatina (Magnifico): "Miei rampolli femminini" (Scen 2)
- Duett (Ramiro, Cenerentola): "Tutto è deserto" (Scen 3) – "Un soave non so che" (Scen 4)
- Kör och cavatina (Dandini): "Scegli la sposa, affrettati" – "Come un'ape ne' giorni d'aprile" (Scen 6)
- Kvintett (Cenerentola, Magnifico, Dandini, Ramiro, Alidoro): "Signore, una parola" – "Nel volto estatico" (Scen 6)
- Aria (Alidoro): "Il mondo è un gran teatro" (Scen 7, Musik: Luca Agolini)
- Final I: 
  - Kör: "Conciossiacosacché trenta botti già gustò" (Scen 10)
  - Duett (Ramiro, Dandini): "Zitto zitto, piano piano" (Scen 11)
  - Tutti: "Mi par d'essere sognando" (Scen 15)

Akt II
- Introduktion. Tjänarkören (Kör): "Ah! della bella incognita" (Scene 1, Musik: Luca Agolini)
- Aria (Magnifico): "Sia qualunque delle figlie" (Scen 1)
- Recitativ och aria (Ramiro): "E allor... se non ti spiaccio..." – "Sì, ritrovarla io giuro" (Scen 2)
- Duett (Dandini, Magnifico): "Un segreto d'importanza" (Scen 3)
- Canzona (Cenerentola): "Una volta c'era un re" (Scen 5)
- Temporale/Stormmusik: "Svergognata mia prole" (Scen 7)
- Sextett: "Siete voi? / Voi prence siete?" – "Questo è un nodo avviluppato" (Scen 8)
- Aria (Clorinda): "Sventurata! mi credea" (Scene 9, Musik: Luca Agolini)
- Final II (Scen 10) 
  - Kör: "Della fortuna istabile"
  - Rondo (Cenerentola, kör): "Nacqui all'affanno" – "Non più mesta"

Trots att originaltitelns ord "dramma giocoso" pekar på en opera buffa handlar det inte om en renodlad komisk opera. Don Magnifico och Dandino härstammar visserligen den italienska buffa-traditionen, men huvudfiguren Askungen och Don Ramiro är fullt ut tecknade karaktärer. Titelrollens höga koloraturstil ligger dessutom nära genren opera seria.
Komponerandet av recitativen och tre av operans 16 musiknummer överlät Rossini till Luca Agolini. Det rörde sig om Alidoros aria "Il mondo è un gran teatro" (Akt I, scen 7), Tjänarkören "Ah! della bella incognita" (Akt II, scen 1) Clorindas aria "Sventurata! mi credea" (Akt II, scen 9). Utöver detta återanvände Rossini musik från sina tidigare operor: ouvertyren var från La gazzetta. Angelinas slutrondo "Non più mesta" var en bearbetning av Almavivas slutaria "Ah il più lieto" från Barberaren i Sevilla. 
Till en uppsättning på Teatro Apollo i Rom i december 1820 ersatte Rossini den av Agolini komponerade Alidoros aria "Il mondo è un gran teatro" med en egen aria ("Là del ciel nell'arcano profondo", Akt 1, scen 7b), vars text ursprungligen var skriven av Ferretti.

## Diskografi (urval)
- La Cenerentola. Bartoli, Matteuzzi, Corbelli, Dara, Costa, Banditelli, Pertusi. Kör och orkester från Teatro Comunale di Bologna. Chailly, dirigent. Decca 478 3456. 2 CD.[4]